# Stockwell
För andra betydelser, se Stockwell (olika betydelser).

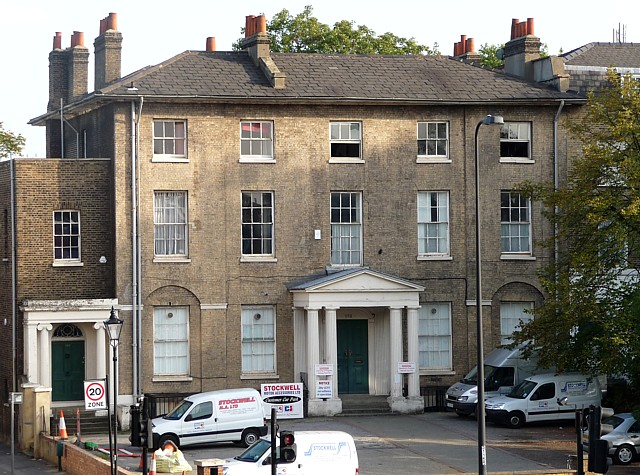
Clapham Road i Stockwell

Stockwell är en stadsdel (district) i London Borough of Lambeth, London. I närheten ligger bland annat Brixton, Clapham och Vauxhall. Stockwell är även en station på Londons tunnelbana från 1971, som trafikeras av Northern Line och Victoria Line.
Roger Moore föddes och växte upp i Stockwell.